# Темишварски санџак
Темишварски санџак (тур. Temeşvar sancağı) је био санџак (административних јединица) Османског царства, са центром у утврђеном граду Темишвару. Основан је 1552. године, непосредно након османског освајања Темишвара. Од самог оснивања налазио се у саставу Темишварског пашалука, као централни санџак (тур. paşa-sancağı / паша-санџак) којим је темишварски беглербег управљао непосредно. Постојао је све до 1716. године, када је османска власт протерана из Темишвара на самом почетку Аустријско-турског рата (1716-1718). На подручју овог санџака живели су Срби, Румуни и Мађари, а такође и Турци. Хришћанско становништво овог санџака било је претежно православне и римокатоличке, а мањим делом и протестантске вероисповести. У већим местима живео је и знатан број муслимана.
Темишварски санџак је обухватао подручја бивших угарских жупанија Тамишке и Ковинске. У састав овог пространог санџака улазило је десетак нахија: Темишварска, Панчевачка, Вршачка, Чаковска, Бокшанска, Фенлачка, Фачетска и неке друге. Првобитно је овом санџаку припадала и Молдавска нахија, која је већ током друге половине 16. века издвојена ради стварања посебног Молдавског санџака. Приликом касније управне реорганизације, Темишварском санџаку је 1707. године прикључено целокупно подручје суседног Чанадског санџака.

## Срби у Темишварском санџаку
Знатан део становништва на подручју овог санџака чинили су Срби, било као староседеоци из претходног раздобља угарске власти или као нови досељеници из других српских области. Већ током прве половине 16. века тај простор је био претежно српски, услед чега су османске власти, чак и пре осовајања, читаво подручје на коме је потом основан и овај санџак означавале као Српски вилајет (тур. Sırf Vilâyeti).
Подручје овог санџака је 1594. године било захваћено великим српским устанком, који је избио на ширем простору Темишварског пашалука. За време Бечког рата (1683-1699), знатан део овог санџака био је почевши од 1686. године захваћен новим српским народним устанком, под заповедништвом капетана Новака Петровића. Православни Срби су на просторима овог санџака имали своју Темишварску епархију, која је била у саставу обновљене Српске патријаршије.